# Кон, Оскар
Оскар Кон (пол. Oskar Kon; урождённый Ошер Кон, Oszer Kon; 20 мая 1870 года, Лодзь ― 1961 год, Аргентина) ― польский предприниматель еврейского происхождения, деятель текстильной промышленности в Лодзи. 

## Биография
Ошер (Ушер) Кон родился в семье хасидов. Его отец Леви (Ицек Лайба) сначала трудился ткачом на фабрике Юлиуса Гейнцеля, а затем стал торговцем. Отец позаботился о том, чтобы сын отучился не только в хедере: Оскар занимался с репетиторами, которые учили его светским наукам. Деньги на получение образования давал и его дядя Саломон Смуневский-Кальхштейн. Кон из уважения к дяде после Второй мировой войны поставил ему два памятника: один в Аргентине и ещё один в Парагвае. 
В 1889 году Кон основал ткацкую мастерскую, которая, однако, быстро обанкротилась. В 1890-х годах он начал работать на фабриках Юлиуса Гейнцеля и Юлиуша Куницера, где занимал административные должности. Оскар Кон быстро поднимался по карьерной лестнице: со временем он стал директором по продажам и сам накопил себе капитал. В соответствии со своим девизом «богатый еврей перестаёт быть евреем», он изменил своё имя с Ошера на «Оскар» и вместо традиционного габардина начал носить деловой костюм. После смерти Куницера он помог передать управление фабрикой Джузеппе Танфани, зятю Гейнцля. В начале Первой мировой войны Кон стал мажоритарным акционером компании «Widzewska Manufaktura», а после отставки Танфани с поста генерального директора занял и эту должность. 
В 1900 году он купил небольшой дом на улице Пётрковской, но вскоре снёс его и построил на его месте представительный многоквартирный дом. Несколько лет спустя он приобрёл акции Гранд-отеля в Лодзи и вошёл в его совет директоров, однако уже в следующем году, подал в отставку, отказавшись от своей доли акций в пользу архитектора Давида Ланде. 
Оскар Кон имел печальную славу эксплуататора рабочих, которые зарабатывали на его предприятиях меньше, чем могли бы получать у других лодзинских работодатели. Вместе с тем он заботился о своём имидже филантропа. Во времена инфляции и безработицы он объявил, что перечислит 50 миллионов марок в строительный фонд Лодзинского технологического университета. Вместе с этим он позаботился о том, чтобы строительный комитет не был сформирован и не просил обещанных денег (Лодзинский технологический университет был основан только после Второй мировой войны). В 1930-х годах, несмотря на тот факт, что текстильная фабрика понесла значительные убытки и не платила налоги государству и дивиденды акционерам, Кон извлёк для себя доход, который отложил в одном из швейцарских банков. 
Оскар Кон жил в небольшом дворце на улице Тарговой. В первые недели немецкой оккупации его преследовали и унижали нацисты: его заставили работать смотрителем в своём собственном дворце. В декабре 1939 года корпорация Геринга решила на законных основаниях приобрести «Widzewską Manufakturę» и сделала это благодаря сотрудникам СС. Кон и его жена были вывезены в Женеву (один из банков города являлся хранилищем акций завода), где была заключена сделка о продаже предприятия, которая спасла жизнь производителю. После войны он сначала поселился в Мексике, все ещё преследуя возможности проведения прибыльных финансовых спекуляций, но в конце концов поселился в Аргентине. Оскар Кон был известен как сторонник идей сионизма. 

### Семья
Оскар Кон был женат дважды. От первого брака с Марией Рубин у него было шестеро детей, трое старших умерли до достижения совершеннолетия. Трое младших ― Генрик (промышленник, помог отцу вывести компанию из долгов в послевоенные годы, но женился против воли отца, из-за чего между ними возник большой конфликт), Максимилиан (адвокат, пользовавшийся скандальной репутацией в Лодзи; филантроп, почётный консул Швеции в Лодзи; незадолго до начала Второй мировой войны уехал в США), Альберт (как и Макс, был известен своим вызывающим поведением Лодзи, был застрелен в 1929 году рабочим). 
Максимилиан жил со своей матерью в великолепной вилле на улице Видзеве (сегодня в здании располагается штаб-квартира Центра образования и реабилитации инвалидов в Лодзи). 